# 甘島
甘島是馬爾代夫的島嶼，處於馬累以南249.93公里，屬於拉姆環礁的一部分。截至2014年，島上有居民2,809人。